# Braden (Tennessee)
Pour les articles homonymes, voir Braden.
Braden est une municipalité américaine située dans le comté de Fayette au Tennessee.
Selon le recensement de 2010, Braden compte 282 habitants. La municipalité s'étend sur 3,83 milles carrés (9,92 km2).
La localité est fondée au milieu du XIXe siècle lors de l'arrivée du Louisville and Nashville Railroad. Elle est nommée en l'honneur de Joseph P. Braden.